# 남십자자리 CD
남십자자리 CD 또는 HD 311884는 남십자자리 방향에 있는 쌍성이다. 이 계의 구성원은 태양 질량의 약 48배인 O형 주계열성과 태양 질량의 약 57배 되는 볼프-레이에별이다. 둘은 가까이 붙어 있어서 질량 중심을 6일 3시간마다 한 번 돈다.